# Cornuanandrus corniculans
Genre
Cornuanandrus corniculans est une espèce fossile d'araignées aranéomorphes de la famille des Synotaxidae.

## Distribution
Cette espèce a été découverte en Russie dans de l'ambre de la mer Baltique. Elle date du Paléogène.

## Description
Le mâle holotype mesure 2,9 mm.

## Systématique et taxinomie
Cette espèce a été décrite par Wunderlich en 2004.

## Publication originale
- Wunderlich, 2004 : « The fossil spiders (Araneae) of the family Synotaxidae in Baltic amber. » Beiträge zur Araneologie, vol. 3, p. 1189-1239.